# QDII2
QDII2是指合格境内个人投资者。与QDII（合格境内机构投资者）类似，它也是在人民币没有实现完全自由兑换、资本项目尚未完全开放的情况下，有限度地允许境外投资的一项重要制度。但与QDII中的境内机构投资不同，QDII2是指在人民币资本项下不可兑换条件下，有控制地允许境内个人投资中國境外资本市场的股票、债券等有价证券投资业务的一项制度安排。

## 背景
央行在2013年度工作会议上，首次提及做好QDII2试点相关准备工作。同年1月14日，证监会主席郭树清在香港“亚洲金融论坛”上表示将在适当时机推出QDII2，这被业内解读成中国资本账户开放的一个非常重要的信号。
近期央行行长周小川在第31届国际货币与金融委员会系列会议上表示将开展具有试验性质QDII2计划，2015年年初上海也宣布自贸区争取年内启动QDII2试点。
2015年3月5日，国务院总理李克强在做政府工作报告时明确提出，将开展个人投资者境外投资试点。上海市金融办主任郑杨不久前透露，今年争取启动QDII2试点，这也意味着QDII2将很快出台。

## 意义
QDII2实际上就是将QDII扩大至个人投资层面。按照现行的QDII制度，个人投资者不能直接投资海外市场，而只能购买QDII基金来间接的投资海外资本市场。专家预测QDII2的投资表现将优于QDII，因后者主要为公募基金，在投资比例和流动性方面均有不少限制，但QDII2主要是投资人自己操作，配置更为灵活，可以根据自己的实际需求配置资产。
QDII2的试点意味着符合条件的自贸区内个人可以将人民币或外币资金直接汇到海外，满足其海外投资需求, 投资对象包括海外股票市场、银行理财产品、房地产以及实业投资。若未来政策允许人民币直接投资境外市场，还将可以协助内地投资者规避汇率风险。这将是资本项目开放的一个非常重要的里程碑。
2015年又是人民币加入特别提款权的冲关之年，如果人民币能够获得特别提款权，不但可以提高货币定值的稳定性，同时也能够扩展人民币在支付结算、金融交易及储备货币方面的国际认可度，大大提升人民币国际化水平。早在2010年，人民币曾经有机会加入特别提款权，但当年IMF的评估结果是：人民币自由化程度还不够。而QDII2正是提高人民币自由化程度的最直接有效的方法。